# Stevia eupatoria
Espèce

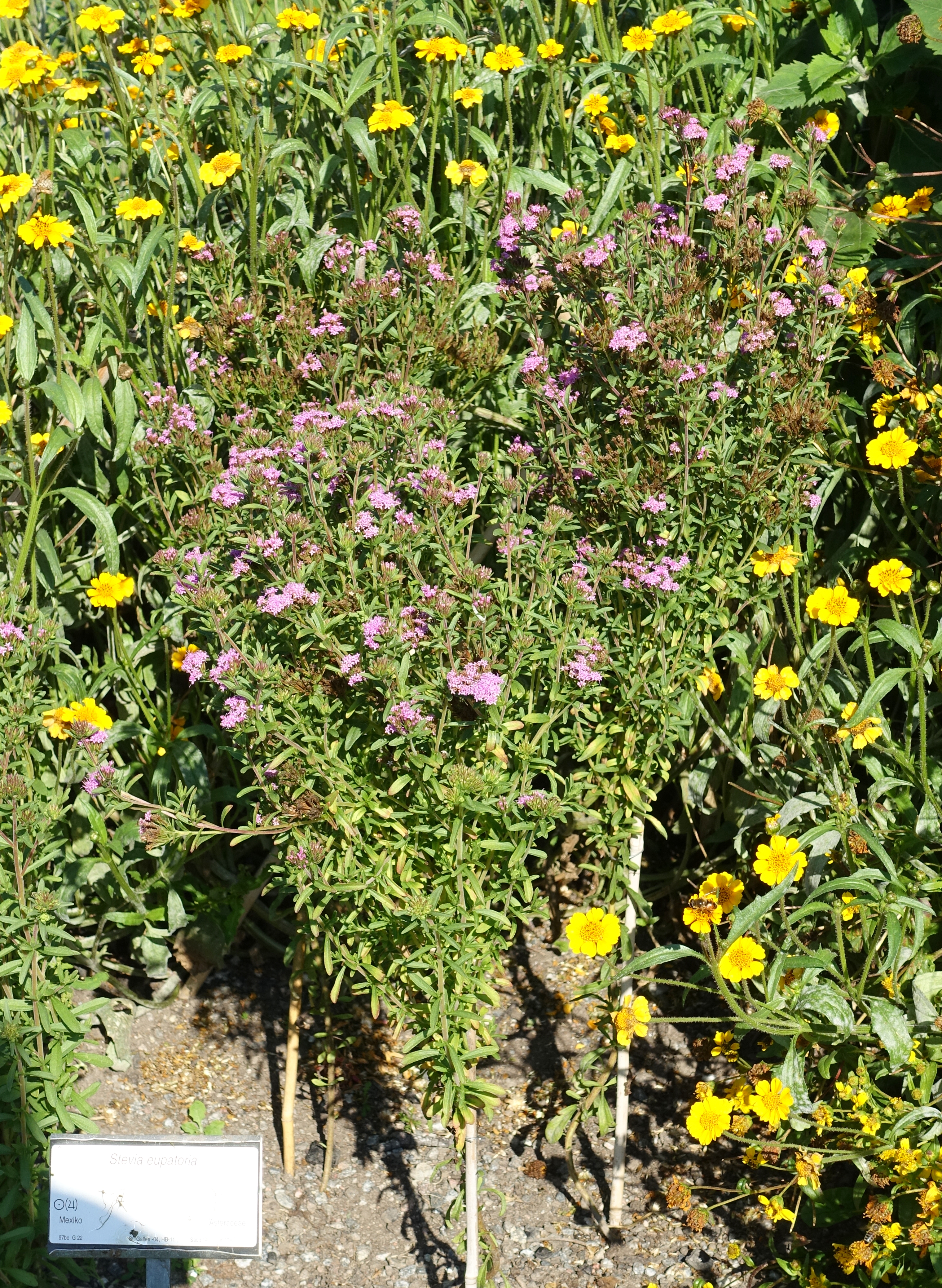

Stevia eupatoria est une espèce de plantes à fleurs de la famille des Asteraceae.